# 伊桑多吕
伊桑多吕（法語：Issendolus）是法国洛特省的一个市镇，属于菲雅克区（Figeac）拉卡佩尔马里瓦县（Lacapelle-Marival）。该市镇总面积18.91平方公里，2009年时的人口为530人。

## 人口
伊桑多吕人口变化图示